# Amethystea
- Commons
- Wikispecies

Amethystea  é um gênero botânico da família Lamiaceae.

## Espécies
- Amethystea caerulea L.

Apresenta 3 espécies:
- Amethystea caerulea
- Amethystea corymbosa
- Amethystea trifida

## Classificação do gênero
| Sistema | Classificação                    | Referência               |
| ------- | -------------------------------- | ------------------------ |
| Linné   | Classe Diandria, ordem Monogynia | Species plantarum (1753) |